# 苑国辉
苑国辉（1931年—2012年7月13日）河北清苑人，中国人民解放军空军中将。

## 生平
1945年5月参加革命，同年10月入伍。1948年8月加入中国共产党。历任刻印员、华北军区第七纵队十九旅测绘员、测绘组组长，独立第一〇六师六一八团侦查股见习参谋。参加了华北平汉战役等战役战斗。1950年起，先后入空军第一航空学校、空军第五航空学校学习。1951年毕业，任空军飞行中队飞行员、中队长。1952年任中国人民志愿军空军航空兵第十二师三十四团领航主任、飞行大队长，参加了抗美援朝战争。回国后历任空军航空兵第十六师四十六团副团长兼参谋长、团长、副师长。1961年自中国人民解放军空军学院毕业，历任空军航空兵第十六师副师长兼参谋长，空军航空兵第十六师师长。1969年3月任空军第二军副军长。1977年12月任中国人民解放军总参谋部作战部副部长。后任沈阳军区空军副参谋长。1981年4月任福州军区空军参谋长、福州军区空军党委常委。1983年5月任福州军区空军副司令员、福州军区空军党委常委。1984年12月任南京军区空军副司令员、南京军区空军党委常委。1986年10月任中共南京军区空军纪律检查委员会专职书记、南京军区空军党委常委。1990年6月至1994年12月，任北京军区空军副政委兼北京军区空军纪委书记、北京军区空军党委常委。
1965年晋升为上校军衔。1988年被授予空军中将军衔。曾获解放奖章、独立功勋荣誉章。
2012年7月13日，副兵团职离休干部苑国辉在北京病逝，享年81岁。